# Konrad Weise
Konrad Weise (* 17. August 1951 in Greiz) ist ein ehemaliger deutscher Fußballspieler der DDR-Oberliga, der höchsten Spielklasse des DDR-Fußballverbandes. Er spielte dort für den FC Carl Zeiss Jena, mit dem er dreimal Pokalsieger wurde. Weise ist 86-maliger Nationalspieler und nahm mit der A-Nationalmannschaft an der Weltmeisterschaft 1974 in der Bundesrepublik Deutschland teil. Mit der Olympiaauswahl gewann er bei den Olympischen Sommerspielen 1976 die Goldmedaille. Später war er als Fußballtrainer aktiv.

## Spielerkarriere

### BSG- und Clubstationen
Weise trat 1961 in die Betriebssportgemeinschaft (BSG) Fortschritt im heimatlichen Greiz ein und spielte dort bis 1966 in den Nachwuchsmannschaften. Im Alter von 15 Jahren wurde er zum Fußballschwerpunkt der Region, dem FC Carl Zeiss Jena delegiert. Dort spielte Weise zunächst in der Jugend- und Juniorenmannschaft. Beim Trägerbetrieb des FC Carl Zeiss wurde er als Werkzeugmacher ausgebildet.
Kurz nach seinem 19. Geburtstag wurde er am 12. September 1970 zum ersten Mal in einem Oberligaspiel eingesetzt. In der Begegnung des 4. Spieltages der Saison 1970/71, beim 3:1-Sieg im Heimspiel gegen den 1. FC Magdeburg, wurde er in der 59. Minute für Mittelfeldspieler Rainer Schlutter eingewechselt. Kam er in der Hinrunde nur als Einwechselspieler zum Einsatz, erkämpfte er sich in der Rückrunde mit 13 Vollzeiteinsätzen bereits ein Stammplatz in der Oberligamannschaft. Bis zum Ende der Saison 1971/72 pendelte der 1,74 m große Weise zwischen Mittelfeld und Abwehr, mit Beginn der Spielzeit 1972/73 hatte er seinen Stammplatz als Vorstopper gefunden. Diese Position behielt er bis 1984. Danach übernahm er, nun schon 33 Jahre alt, die Libero-Position, die er bis zum Ende seiner Oberliga-Laufbahn beibehielt. In der Saison 1985/86 spielte Weise zum letzten Mal in der Oberligamannschaft des FC Carl Zeiss Jena. Er bestritt noch einmal zwölf Punktspiele, sein letztes am 19. April 1986, bei der 1:2-Niederlage im Heimspiel gegen den 1. FC Magdeburg.
Zu seinen erfolgreichsten Spielen mit dem FC Carl Zeiss gehörten die Endspiele um den FDGB-Pokal 1972, 1974 und 1980, in denen er mit der Mannschaft jeweils erfolgreich war. In der Oberliga wurde Weise fünfmal Vizemeister. In den 16 Jahren seiner Zugehörigkeit zur ersten Mannschaft des FC Carl Zeiss Jena bestritt Weise 420 Pflichtspiele: DDR-Oberliga 310 (17 Tore), 51 nationale (sieben Treffer) und 59 europäische Pokalspiele im Europacup und im IFC (ein Tor). Von 1975 bis 1986 war Weise Mannschaftskapitän der Jenaer Oberligamannschaft.

### Nationalmannschaft
Bei den Jugendwettkämpfen der Freundschaft belegte er im August 1968 in Ungarn mit der DDR-Juniorenauswahl den 3. Platz. Beim UEFA-Juniorenturnier 1969, der inoffiziellen Europameisterschaft dieser Altersklasse, wurde er nach einem 1:1 gegen die Auswahl Bulgariens nach Losentscheid Zweiter und 1970 – ebenfalls nach Losentscheid – nach einem 1:1 gegen die Auswahl Schottlands inoffizieller Junioreneuropameister. In diesem Turnier war Weise Kapitän des ostdeutschen Teams. Insgesamt absolvierte Weise bis 1970 27 Juniorenländerspiele, in denen er hauptsächlich in der Abwehr eingesetzt wurde. Nach dem UEFA-Turnier von 1970 wurde er nahtlos in die Nachwuchsnationalmannschaft aufgenommen, für die Weise – der doch eigentlich bereits ab Mitte 1971 fest zum Kader der A-Auswahl zählte – noch bis März 1972 ebenfalls als Abwehrspieler acht Länderspiele bestritt.
Noch vor seinem ersten Einsatz in der DDR-Oberliga bestritt Weise am 27. Juli 1970 sein erstes A-Länderspiel. Beim 5:0-Sieg über die Auswahl des Iraks in Jena wurde er in der 65. Minute für Mittelfeldspieler Harald Irmscher eingewechselt und erzielte in der 88. Minute das Tor zum Endstand. Es dauerte ein knappes Jahr, aber noch vor seinem 20. Geburtstag erkämpfte sich Weise einen Stammplatz in der A-Nationalmannschaft. Er spielte zunächst im Mittelfeld, später analog zu seinen Oberligaspielen als Vorstopper. Während der Weltmeisterschaft 1974 bestritt Weise alle sechs Turnierspiele der DDR-Auswahlmannschaft, so auch das legendäre Spiel gegen die Auswahl der Bundesrepublik Deutschland, das mit 1:0 in Hamburg gewonnen wurde. Im entscheidenden EM-Qualifikationsspiel am 21. November 1979 in Leipzig, bei der 2:3-Niederlage gegen die Auswahl der Niederlande, wurde er in der 40. Spielminute – es stand nach Treffern von Rüdiger Schnuphase (17.) und Joachim Streich (34.) zu diesem Zeitpunkt noch 2:0 für die DDR-Auswahl – gemeinsam mit seinem Kontrahenten Tscheu La Ling des Feldes verwiesen. Mit seinem letzten Einsatz am 10. Oktober 1981, bei der 2:3-Niederlage gegen die Auswahl Polens, bestritt Weise sein 86. A-Länderspiel, mit der Anzahl an Länderspielen belegt er den vierten Rang der Liste der DDR-Nationalspieler.
Seine größten internationalen Erfolge feierte Weise mit der Olympiaauswahlmannschaft, mit der er von 1971 bis 1976 22 offizielle Länderspiele absolvierte. 1972 gewann er mit dieser Vertretung die Bronzemedaille und am 31. Juli 1976 – nach dem 3:1-Sieg über die Auswahl Polens im Finale von Montreal – die Goldmedaille bei den Olympischen Sommerspielen, wofür er mit dem Vaterländischen Verdienstorden in Silber ausgezeichnet wurde.

## Trainerkarriere
Noch während seiner Zeit als Fußballspieler hatte Weise 1983 das Diplom eines Sportlehrers erworben. Damit brachte er die Voraussetzungen mit, künftig als Trainer arbeiten zu können. Sofort nach Beendigung seiner Spielerkarriere übernahm der FC Carl Zeiss Jena Weise als Trainer für den Nachwuchsbereich. Unter seiner Anleitung wuchsen Talente wie die späteren Nationalspieler Bernd Schneider, Jörg Böhme und Robert Enke heran. Später wurde Weise Co-Trainer der Oberligamannschaft des FC Carl Zeiss Jena. Im Jahre 1998 verließ Weise Jena und wurde beim Drittligisten FSV Zwickau unter Hans-Jürgen Dörner Assistenztrainer. Zur Saison 1999/2000 übernahm er selbst den Posten des Cheftrainers, den Abstieg der Mannschaft in die Oberliga Nordost 2000/01 konnte er nicht abwenden. Nach drei Jahren wurde seine Tätigkeit als Cheftrainer beendet. Anschließend trainierte er bis 2005 den fünftklassigen 1. FC Gera 03. Am 29. Dezember 2010 wurde Weise Sportlicher Leiter beim Frauenfußballverein FF USV Jena in der Bundesliga.

## Erfolge
- Olympiasieger 1976
- Dritter des olympischen Fußballturniers 1972
- Teilnahme an der Weltmeisterschaft 1974
- UEFA-Juniorenturniersieger 1970
- FDGB-Pokal-Sieger 1972, 1974, 1980

## Auszeichnungen
- 1989 wurde Weise nach einer Umfrage der DDR-Fußballzeitung Neue Fußballwoche in die „Traumelf 40 Jahre Oberliga“ gewählt.

## Sonstiges
Konrad Weise ist verheiratet und hat einen 1982 geborenen Sohn. Als Hobbys nannte er neben dem Sportgeschehen Lesen und Kino.